# Megalotocepheus ceylonicus
Megalotocepheus ceylonicus är en kvalsterart som beskrevs av Balogh 1970. Megalotocepheus ceylonicus ingår i släktet Megalotocepheus och familjen Otocepheidae. Inga underarter finns listade i Catalogue of Life.